# Protobothrops elegans
Protobothrops elegans är en ormart som beskrevs av Gray 1849. Protobothrops elegans ingår i släktet Protobothrops och familjen huggormar. Inga underarter finns listade i Catalogue of Life.
Arten förekommer på ön Ishigaki som tillhör Japan.